# 联华影艺社
联华影艺社是一家中国民营电影制片机构，1946年6月由阳翰笙、蔡楚生、史东山、郑君里、孟君谋等创办。1947年6月与昆仑影业公司合并，称昆仑影业公司。